# Keith William Clingan
Keith William Clingan (* 1922/23; † 11. April 2015 in Aylesbury) war ein englischer Autor von zahlreichen Sachbüchern und Artikeln über Dampflokomotiven französischer Werksbahnen.
Keith Clingan veröffentlichte bei der Industrial Railway Society in Großbritannien eine Serie über Werks-Lokomotiven in Zentral-, Nord-, West-, Südwest- und Südost-Frankreich sowie die Picardie. Außerdem veröffentlichte er Broschüren über die Lokomotiven der Hersteller Corpet-Louvet und Decauville. Aufgrund der hohen Qualität seiner Recherche gelten diese Werke auch heute noch als Standardwerke zu diesen Themen.
Er lebte mit seiner Ehefrau Audrey Clingan in Tring (Hertfordshire) und hatte mit ihr die Söhne Nigel und Robert.

## Veröffentlichungen
- Keith William Clingan: The French Vertical Boilered 0-4-0 Shunter. In: The Industrial Railway Record, Nr. 8, Dezember 1965, S. 161–171.
- Keith William Clingan: Schneider “Type 119.” In: The Industrial Railway Record. Nr. 9. S. 189–191. März 1966.
- Keith William Clingan und Jeffrey G. Lanham: Corpet Louvet locomotive builders. Special issue (No.27) of the Industrial Railway Record. Industrial Railway Society, 1969, 26 Seiten.
- Keith William Clingan und Noel A. Needle: Industrial locomotives of Western France. Industrial Railway Society, 1969, ISBN 978-0-901096-03-6, ISBN 0-901096-03-2.
- Keith William Clingan und Noel A. Needle: Industrial Locomotives of South Eastern France. Industrial Railway Society, 1972, 92 Seiten. ISBN 978-0-901096-15-9, ISBN 0-901096-15-6.
- Keith William Clingan und Noel A. Needle: Industrial Locomotives of South Western France. 1978.
- Keith William Clingan und Noel A. Needle: Industrial Locomotives of Central France. 1991.
- Keith William Clingan und Jeffrey G. Lanham: Decauville Steam Locomotives: A Works List. Industrial Railway Society, 1992, 64 Seiten. ISBN 978-0-901096-64-7, ISBN 0-901096-64-4.
- Keith William Clingan und Noel A. Needle: Industrial Locomotives of Central France. Industrial Railway Society, 1995, ISBN 978-0-901096-11-1, ISBN 0-901096-11-3.
- Keith William Clingan: Industrial Locomotives of Western France. Industrial Railway Society, 1997, ISBN 978-0-901096-99-9, ISBN 0-901096-99-7.
- Keith William Clingan und Noel A. Needle: Industrial Locomotives of Northern France. Industrial Railway Society, ISBN 978-0-901096-10-4, ISBN 0-901096-10-5.
- Keith William Clingan: Industrial Locomotives of Picardy, France. Industrial Railway Society, 120 Seiten.